# Индијан Крик (Флорида)
Индијан Крик (енгл. Indian Creek) град је у америчкој савезној држави Флорида.

## Демографија
По попису из 2010. године број становника је 86, што је 53 (160,6%) становника више него 2000. године.
| Група             | 2000.      | 2010.      |
| Белци             | 29 (87,9%) | 61 (70,9%) |
| Афроамериканци    | 0 (0,0%)   | 0 (0,0%)   |
| Азијати           | 0 (0,0%)   | 1 (1,2%)   |
| Хиспаноамериканци | 4 (12,1%)  | 24 (27,9%) |
| Укупно            | 33         | 86         |